# Altonaer FC von 1893
Altona 93 (AFC) – niemiecki klub sportowy z hamburskiej dzielnicy Altona. Istnieją tam sekcje piłki nożnej, karate, tenisa stołowego i siatkówki. Klub w latach 1950-1963 występował w pierwszej lidze niemieckiej w piłce nożnej (wtedy Oberliga Nord). W 1955 i 1964 grał w półfinale Pucharu Niemiec.

## Sukcesy
- Mistrzostwo Niemiec: półfinał 1903, 1909
- Mistrzostwo Niemiec północnych: zdobywca 1909, 1914
- Puchar Niemiec: półfinał 1955, 1964
- Puchar Hamburga: zdobywca 1984, 1985, 1989, 1994